# Тибельти
Тибельти́ (бур. Табилта) — село в Слюдянском районе Иркутской области. Входит в Быстринское муниципальное образование.

## География
Расположено на западе района, в 4 км от границы с Тункинским районом Бурятии, на правом берегу реки Иркут (при впадении в неё речек Верхняя Тибельти, Средняя Тибельти и Нижняя Тибельти), на 31—35-м километрах Тункинского тракта — федеральной автомагистрали А333 Култук — Монды (сейчас село имеет две части, отстоящие друг от друга вдоль тракта на 3 км). Центр сельского поселения, деревня Быстрая, находится в 15 км к юго-востоку от села.

## Население
| 2002 | 2010 | 2011 | 2012 |
| ---- | ---- | ---- | ---- |
| 214  | ↗217 | →217 | ↗218 |

## Инфраструктура
Начальная общеобразовательная школа № 6, Дом культуры. Поблизости находится детский оздоровительный лагерь.